# Кеннет-Сіті (Флорида)
Кеннет-Сіті (англ. Kenneth City) — місто (англ. town) в США, в окрузі Пінеллас штату Флорида. Населення — 5047 осіб (2020).

## Географія
Кеннет-Сіті розташований за координатами 27°48′58″ пн. ш. 82°42′53″ зх. д. / 27.81611° пн. ш. 82.71472° зх. д. (27.816064, -82.714643).  За даними Бюро перепису населення США в 2010 році місто мало площу 1,95 км², з яких 1,87 км² — суходіл та 0,08 км² — водойми.

## Демографія
Згідно з переписом 2010 року, у місті мешкало 4980 осіб у 2007 домогосподарствах у складі 1195 родин. Густота населення становила 2549 осіб/км².  Було 2306 помешкань (1180/км²).
Расовий склад населення:
| - 80,9 % — білих - 6,4 % — азіатів - 6,3 % — чорних або афроамериканців - 0,5 % — вихідців з тихоокеанських островів - 0,2 % — корінних американців - 3,2 % — осіб інших рас |

До двох чи більше рас належало 2,5 %. Частка іспаномовних становила 12,3 % від усіх жителів.
За віковим діапазоном населення розподілялося таким чином: 17,3 % — особи молодші 18 років, 58,6 % — особи у віці 18—64 років, 24,1 % — особи у віці 65 років та старші. Медіана віку мешканця становила 48,2 року. На 100 осіб жіночої статі у місті припадало 88,1 чоловіків;  на 100 жінок у віці від 18 років та старших — 84,5 чоловіків також старших 18 років.
Середній дохід на одне домашнє господарство  становив 50 032 долари США (медіана — 36 403), а середній дохід на одну сім'ю — 60 069 доларів (медіана — 57 981). Медіана доходів становила 37 054 долари для чоловіків та 38 929 доларів для жінок. За межею бідності перебувало 14,3 % осіб, у тому числі 14,6 % дітей у віці до 18 років та 8,2 % осіб у віці 65 років та старших.
Цивільне працевлаштоване населення становило 2093 особи. Основні галузі зайнятості: освіта, охорона здоров'я та соціальна допомога — 16,6 %, мистецтво, розваги та відпочинок — 14,0 %, роздрібна торгівля — 13,8 %.